# Secret Diaries
Secret Diaries è un EP della cantante italiana Elisa, pubblicato il 7 giugno 2019 dall'etichetta Island Records.

## Descrizione
L'EP comprende quattro brani inediti in inglese e la versione originale, sempre in inglese, di Con te mi sento così, brano già pubblicato in italiano in Diari aperti.

## Tracce
1. Feeling This Way – 4:01
2. You Don't Love Me Like I Do – 2:27
3. I Don't Do Neverminds – 4:05
4. My America – 4:04
5. A Parallel World – 3:04